# Жубровичи

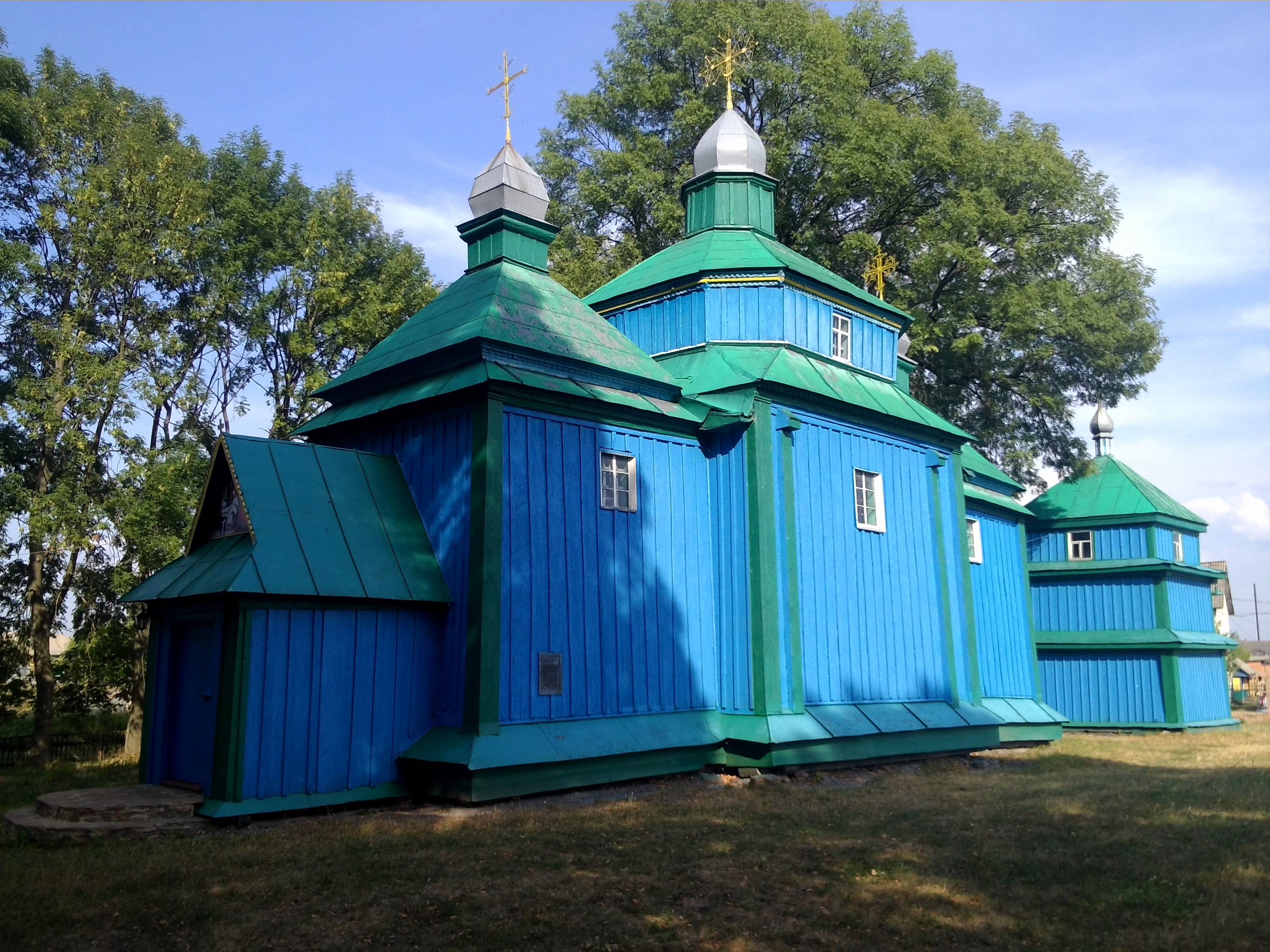
Церковь Рождества Богородицы XVII в.

Жу́бровичи (укр. Жубровичі) — село на Украине, основано в 1545 году, находится в Коростенском районе Житомирской области.
Село Жубровичи находится в 5 км от центральной «варшавской трассы» М-07 Киев—Ковель. Центральная улица в селе — ул. Михаила Грушевского.
Код КОАТУУ — 1824481601. Население по переписи 2001 года составляет 2547 человек. Почтовый индекс — 11042. Телефонный код — 4135. Занимает площадь 5,74 км².

## Местная власть
11001, Житомирская область, Коростенский р-н, г. Олевск, ул. Владимирская, 2.